# لا نوفيل تريبيون
لا نوفيل تريبيون هي صحيفة مغربية أسبوعية ناطقة بالفرنسية.

## التاريخ والملف الشخصي
تأسست"لا نوفيل تريبيون" في عام 1995 من قبل فهد يطا. وهو أيضًا مالك الصحيفة ومديرها. الناشر هو إيمبريسيون بريس إيديسيون.
تُنشر الجريدة أسبوعيا يوم الخميس.
اعتبارًا من عام 2016، بلغت معدلات تداولها الإجمالي 9010 نسخة؛ بأرقام شراء فردية بمتوسط 4014 نسخة.

## أنظر أيضا
- قائمة جرائد المغرب
- المغرب اليوم

## روابط خارجية
- الموقع الرسمي
 باللغة الفرنسية